# Авъл Атилий Серан
Вижте пояснителната страница за други личности с името Авъл Атилий.
Авъл Атилий Серан (на латински: Aulus Atilius Serranus) e политик на Римската република през 2 век пр.н.е.
Той е вероятно внук на Гай Атилий Регул (консул 257 пр.н.е.) и син на Гай Атилий Серан (претор 218 пр.н.е. и кандидат за консул 216 пр.н.е.).
През 193 пр.н.е. той е едил заедно с Луций Скрибоний Либон. 173 пр.н.е. става претор на град Рим. Следващата година той отговаря за транспорта на римските войски до Брундизиум за третата македонска война и помага на консула Гай Попилий Ленат. През 171 пр.н.е. е пратеник до Гърция.
През 170 пр.н.е. той е консул заедно с Авъл Хостилий Манцин.